# 2013年緬甸反穆斯林暴動
2013年緬甸反穆斯林暴動，指2013年3月起在緬甸的中部及東部的許多城市發生了多起大規模介於佛教徒與穆斯林的種族衝突事件。雖然雙方都有暴力行動，然而在以佛教為主要宗教的緬甸這場衝突很快的演變為佛教立場的民眾針對穆斯林族群的攻擊活動。大量的伊斯蘭教清真寺以及穆斯林聚落遭到攻擊以及放火。 這多起的暴動也延續了2012年發生於緬甸若開邦針對以穆斯林為主要構成的少數民族羅興亞人的種族衝突，造成以羅興亞人為主的難民潮(2012年若開邦騷動)。
而這些暴動正好與佛教種族主義團體969運動的崛起發生於相同時期，因此雖然969運動的發起者緬甸僧侶威拉杜否認他有參與暴力活動的策劃，但是他以及969運動所散布的反穆斯林爭議言論還是被包括時代雜誌等輿論視為和這起暴動撇不清關係。時代雜誌甚至以「看佛教恐怖分子的嘴臉」為封面標題並以威拉杜的照片為封面圖像，引發緬甸總統登盛的抗議。

## 密鐵拉暴動
這起系列衝突最早發生於緬甸中部的城市密鐵拉。2013年3月，緬甸警方表示因為兩名佛教徒在向穆斯林商家兜售金飾時雙方爆發衝突，進且演變為四名店家毆打兩名顧客，因此引發了密鐵拉佛教徒與穆斯林兩個族群的對立。在一名僧侶遭到穆斯林殺害後，使得衝突更加延燒，憤怒的佛教徒燒毀了五座清真寺，穆斯林社區也遭祝融之災。
同年4月，一個由BBC公布的影片顯示一群包含一位佛教僧侶的暴民圍攻殺害一個穆斯林青年，而警方人士只有旁觀而不制止。7月10日及11日，二十多名參與事件的人士遭到判刑。